# Hans von Blixen-Finecke (1916–2005)
Hans „Moppe” Gustaf Nils Fredrik Bror von Blixen-Finecke (ur. 20 lipca 1916 w Linköping, zm. 16 lutego 2005 w Penzance) – szwedzki jeździec sportowy. Dwukrotny złoty medalista olimpijski z Helsinek.
Specjalizował się we Wszechstronnym Konkursie Konia Wierzchowego. Igrzyska w 1952 były jego pierwszą olimpiadą. Triumfował zarówno w konkursie indywidualnym, jak i w drużynie. Partnerowali mu Folke Frölén i Olof Stahre. Startował na koniu Jubal. Brał też udział w IO 56.
Pochodził z arystokratycznej rodziny. Jego ojciec, także medalista olimpijski, był bratem Brora, męża Karen Blixen. Umarł w Wielkiej Brytanii.